# TP53INP1
TP53INP1‏ (Tumor protein p53 inducible nuclear protein 1) هوَ بروتين يُشَفر بواسطة جين TP53INP1 في الإنسان. في الفئران، يُطلق على هذا البروتين أيضًا اسم TRP53INP1 ويتم ترميزه بواسطة جين Trp53inp1. يُشار إلى البروتين أيضًا باسم SIP أو "البروتين القابل للتحريض بالإجهاد".

## التفاعل
لقد ثبت أن TP53INP1 يتفاعل مع HIPK2 وp53.